# عزرا
| کلیسای کاتولیک کلیسای ارتدکس شرقی |

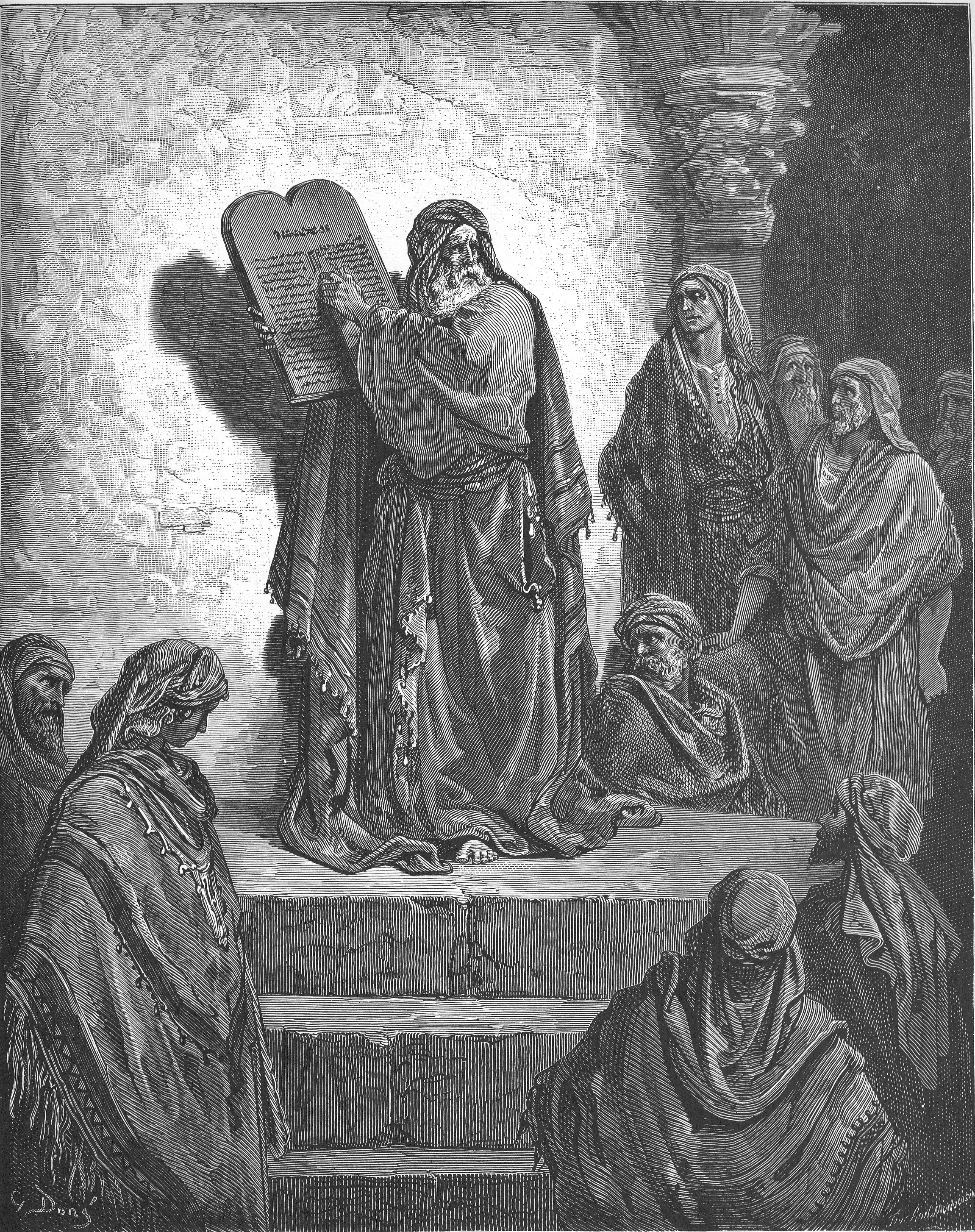
عزرا قانون را برای مردم می‌خواند اثر گوستاو دوره

عزرا (به عبری:עֶזְרָא، به عربی: عُزَیر، به فارسی:عُزِیر) از پیامبران بنی‌اسرائیل و از کاتبانی است که دومین گروه اسیران یهودی در بابل را که از اسارت بابل به اسرائیل بازمی‌گشتند، رهبری می‌کرد.

## عزرا در عهد عتیق
عزرا از نسل پنحاس نوه اهارون بود. وی پسر سرایا و نوه حلقیا، کاهن بزرگ دوران سلطنت یوشیا بود. عزرا کتب شریعت موسی را از بر می‌دانست و احکام شریعت را رونویسی می‌کرد. در طول زمان زندگی او در بابل، مورد توجه اردشیر یکم مشهور به اردشیر درازدست قرار گرفت و وی مأموریت یافت به اورشلیم برود. عزرا به همراه تمام اسرائیلیان، کاهنان و لاویان که در شاهنشاهی ایران زندگی می‌کردند؛ به اورشلیم رهبری کرد. تعداد یهودیانی که با عزرا به اورشلیم آمدند هزار و پانصد تن بودند که سه روز در ساحل احوا توقف کردند و چندین روز در آن‌جا روزه گرفتند. ۳۸نفر از ایشان لاوی و ۲۲۰ نفر از خدمتگزاران هیکل بودند. در روز دوازدهم بهار، عزرا و دیگر یهودیان مسافرتشان را شروع کردند تا این که به اورشلیم رسیدند. در اورشلیم، اردشیر به عزرا اختیار داد که هر اقدامی را در ارتباط با مذهب یهود انجام دهد. او در اورشلیم احکام تورات را برای عبرانیان خواند و در بنای دیوار اورشلیم به نحمیا یاری رسانید. کتاب عزرا از بخش‌های عهد عتیق است که عزرا آن را نوشته است؛ این کتاب به زبان عبری قدیمی و آرامی نوشته شده است. یهودیان اعتقاد دارند که یوسف بن متی، عزرا را در اورشلیم دفن کرده است؛ در حالی که برخی مورخان یهودی و مسلمان نیز محل دفن او را در نزدیکی بصره عراق دانسته‌اند. از جهت زمانی برخی قسمتهای کتاب عزرا با برخی دیگر حدود یکصد سال فاصله زمانی دارد.

## عزرا در اسلام

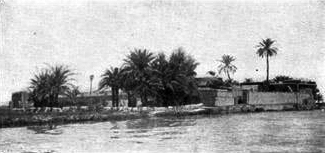
این مکان به عنوان آرامگاه عزرا در العزیر نزدیک بصره شناخته می‌شود.

در قرآن، کلمه عبری عزرا به صورت عزیر آمده است. بنا به روایت قرآن، شخصی که برخی آن را عزیر دانسته‌اند، در زمان ویرانی شهری که برخی مفسرین آن را بیت‌المقدس دانسته‌اند؛ به خواب رفت و پس از صدسال زنده شد، در حالی که رنگ خوراک و نوشیدنی او تغییر نکرده بود. زمانی که عزیر از خواب برخاسته بود، شهر اورشلیم بازسازی شده بود. بر اساس قرآن، گروهی از یهود عزیر را پسر خدا دانسته‌اند و کافر شدند. برخی مفسرین معتقدند این گروه از یهود که عزیر را پسر خدا می‌دانسته‌اند در یمن سکونت داشته‌اند. برخی از روایات عزرا را برادر عزیر دانسته‌اند.
آیه ۹:۳۰ در سورة التوبة قرآن وجود دارد که به‌طور خلاصه یهودیان و مسیحیان را متهم به کفر و شرک می‌کنند. «یهودیان می‌گویند: عزرا (عزیر) پسر خداست. و مسیحیان گفتند: مسیح پسر خداست. این سخنی است که از زبانشان آمده است. آنها گفتار کسانی را که [پیش از آنان] کافر شدند تقلید می‌کنند. خداوند آنها را نابود کند. چگونه فریب خورده‌اند؟» به‌طور سنتی، اولین عبارت این بیان را مفسران مسلمان و علمای غربی اسلام، اشاره به عزرا به نام «کاتب» دانسته‌اند.

## عزرا در زمان اردشیر یکم هخامنشی

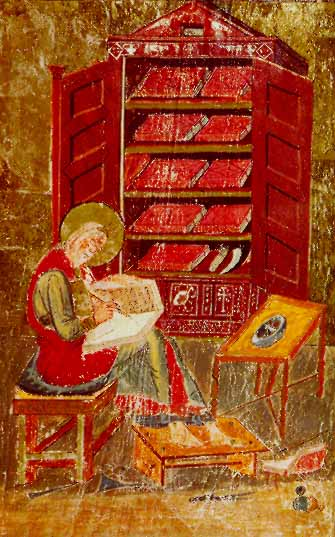
تصویری نقاشی شده از عزرا.

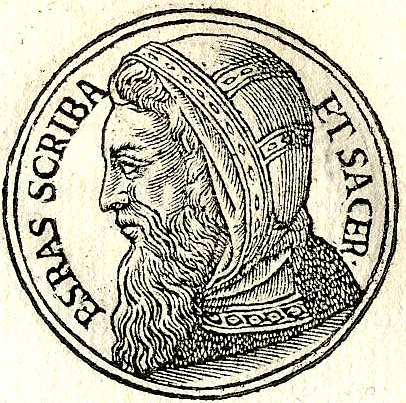
نقاشی از تصویر عزرا در کتاب Promptuarii Iconum Insigniorum

در عهد عتیق از ارتخشستا (اردشیر) به نیکی یاد شده است. چون فلسطین که بخشی از ساتراپی بغبیش بود، بر سر راه مصر قرار داشت، طرف توجه خاص هخامنشیان، از جمله اردشیر بود. اردشیر در ۴۴۴ پ. م نحمیا را که شربت دار یا ساقی او بود، به فرمانداری اورشلیم برگزید. این انتخاب سرنوشت قوم یهود را برای همیشه دگرگون کرد. برخی از دانشمندان بر این گمان اند که عزرای کاتب را نیز اردشیر در ۴۵۸ پ. م به اورشلیم فرستاده است. در زمان اردشیر، نفوذ هخامنشیان در ارض موعود و سرزمین فلسطین بیشتر شد. چرا که اردشیر به دنبال سیاست‌های مسالمت‌آمیز نیاکان خویش، نسبت به یهودیان با مدارا و ملاطفت رفتار می‌کرد؛ به شرط آنکه رؤسای قوم یهود نیز به هخامنشیان وفادار بمانند. به همین جهت کار یهودیان در ایران و به خصوص در پایتخت رونق داشت و این گروه یکی از ارکان اقتصادی شهر به‌شمار می‌رفتند.
در ناحیه یهودیه که بخشی از فلسطین را تشکیل می‌داد، وقایعی رخ داد که برای آینده حائز اهمیت فراوانی بود. حتی پیش از اسارت بابل، منازعات جدی فراوانی در زمینه مسائل مذهبی روی داد. پاره‌ای از رهبران مذهبی (یکتاپرست‌ها) اعلام کردند که یهودیان فقط یهوه، خدای یگانه را بپرستند، در حالی که پاره‌ای دیگر از سوی عده بیشتری از مردم پشتیبانی می‌شدند، گذشته از یهوه، خدایان دیگری مثل آستارته را نیز می‌پرستیدند. این باور که یهوه تنها خدایی است که باید پرستش شود، در میان عمده یهودیانی بود که به بابل تبعید شده بودند، بدین ترتیب در میان یهودیانی که باقی‌مانده بودند، اکثریت با آنانی بود که عقیده داشتند یهوه بزرگ‌ترین خدایی است که بایددر کنار یک عده خدای دیگر پرستش شود. باور مشابهی در میان یهودیانی که در الفانتین مصر سکنی داشتند نیز شایع بود.
به هنگام اسارت بابلی‌ها، عده بسیاری از یهودیانی که تبعید شده بودند، شروع به پرستش یهوه همراه با سایر خدایان کرده بودند. هنگامی که کوروش دوم، یهودیان بابل را که هنوز اکثرشان یکتاپرست بودند، اجازه داد که به اورشلیم بازگردند، فقط تعداد اندکی از یهودیان تبعیدی آماده بازگشت به میهن مادری شان شدند؛ ولی نمایندگان خانواده‌های خاخام علاقه‌مند شدند تا بازگردند و موقعیت و مقام سابق را به‌دست آورند و از درآمد و مقرری معبد بهره‌مند شوند. هنگامی که آنان به اورشلیم بازگشتند، تصمیمشان برای اشاعه یکتاپرستی با مخالفت شدید یهودیانی قرار گرفت که از آنجا تبعید نشده بودند و مقیم بودند و همچنین یهودیان نواحی همسایه با نظر آن‌ها مخالفت کردند؛ بنابراین کوشش آن‌ها برای مجبور ساختن ساکنان قبلی برای پرستش تنها یهوه و نه خدایان دیگر بی‌نتیجه ماند. به همین دلیل هم بود که بین سال‌های ۵۱۵ و ۴۵۹ پ.م. در معبدهای اورشلیم سایر خدایان به همراه یهوه پرستیده می‌شدند.
چنین به نظر می‌رسد که گروه یکتاپرست و گروه مخالفانشان پی در پی نزد حکمرانان ایرانی شان از یکدیگر شکایت می‌کردند. گذشته از این‌ها فرمانداران مناطق همسایه، از فعالیت گروه یکتاپرست شکایت داشتند و اظهار می‌داشتند نمایندگان آن‌ها درصدد توطئه علیه شاه هستند. در نتیجه در سال ۴۵۸ پ.م. شاه، دانشمند یهودی به نام عزرا را که مشاور شاه در امور یهودیان و ضمناً در خزانه داری شاهی صاحب مقام بود، از شوش به اورشلیم فرستاد. شاه بودجه لازم را در اختیار او قرار داد و اختیاراتی نیز به وی تفویض کرد تا مسایل را حل و فصل نماید و نیز تغییرات لازم را در قوانین، مشابه قوانینی که داریوش اول در مصر قرار داده بود، بدهد.
عزرا به همراه کاروانی از یهودیان که به اورشلیم بازمی‌گشتند، با نامه شاه به اورشلیم برگشت. برای آنکه معبد و قربانی‌ها بتوانند شکوه خود را بازیابند، وسایل مادی به این کار تخصیص یافته بود که شامل پیشکش‌های شاه و دربار، هدایای یهودیان ساکن بابل، ظروفی برای معبد؛ افزون بر آن فرمان برای خزانه داران ماورای نهر بود. در این فرمان، گفته شده که به عزرا آنچه بخواهد تا مبلغ صد تالان نقره، ۴۰۰ لیتر شراب، ۴۰۰ لیتر روغن، ۴۰۰ هزار لیتر آرد و «از نمک هرچه بخواهد» بدهند. وی در عین حال یک کتاب مقدس به نام اسفار پنجگانه (تورات عهد عتیق) که در دوران اسارت بابلی‌ها ویرایش شده و بخشی از عهد عتیق بود، به آن‌ها هدیه کرد. عزرا هنگام مسافرت و زمان گذشتن از میانرودان، عده‌ای از یهودیان آنجا را نیز تشویق کرد که با او به اورشلیم بروند. ثروتمندان آن‌ها از رفتن خودداری کردند؛ ولی بودجه و هزینه‌ای در اختیار آن‌هایی نهادند که مایل بودند به یهودیه بازگردند.
از آن زمان به بعد، مرحله جدیدی در تاریخ یهودیه آغاز شد. نتیجه این مرحله جدایی و دوری جامعه اورشلیم بود. آنگونه که مایر اظهار نظر کرده، اصولاً یهودیت، محصولی از امپراتوری هخامنشی است. گرچه اندیشه نخستین آن در فلسطین سازماندهی شد ولی اگر کمک مالی و اقتصادی یهودیان پراکنده در بابل نبود، نمی‌توانست جان بگیرد و شناخته شود، تازه آن یهودیان پراکنده بابلی نیز نمایندگانشان پشت گرم به کمک‌های مالی پادشاه‌های ایرانی بودند. با کمک آن‌ها قوانین اسفار پنجگانه موسی نه تنها در یهودیه حتی در میان یهودیان پراکنده بابلی تدوین شد و جان گرفت.
عزرا در تاریخ ۴۵۵ پیش از میلاد اعلام داشت رعایت قوانین اصفار پنجگانه برای تمام اعضای جامعه یهودی اجباری است، هم در یهودیه و هم آن سوی مرزهای آن. در حقیقت این یک طومار بود حاوی افسانه‌های اساطیری- داستان‌های گوناگون - قوانین پرستشی، ولی در خلال آن‌ها قوانین مدنی و قوانین کیفری کمتر مورد بحث واقع شده بود؛ ولی کوشش‌های عزرا برای شناساندن و قبول این قوانین، با مخالفت‌های شدید روبرو گردید، نه تنها از جانب توده عامه مردم بلکه حتی از جانب طبقه اشراف. به ویژه ساکنان اورشلیم از تقاضای جدی عذرا در زمینه فسخ و لغو پیوند زناشویی یهودیان با ساماریتانها، بسیار ناراحت بودند. ساماریتان‌ها کسانی بودند که جز یهوه خدایان دیگری را نیز می‌پرستیدند و عزرا نمی‌توانست این جریان را تغییر دهد. پیروان و هواخواهان عزرا، میل نداشتند ساماریتان‌ها را برای خدمات، به درون معابد راه دهند، تا مجبور نشوند درآمد خود را از معبد، با آنان تقسیم نمایند. درآمدی که متعلق به مردم اورشلیم بود. از سوی دیگر کوشش‌های عزرا برای کشیدن یک دیوار دفاعی گرداگرد اورشلیم به نتیجه‌ای نرسید. هنگامی که وی به مردم فرمان داد تا دست به کار ساختن دیوار شوند، نواحی همسایه به اردشیر اول شکایت کردند که ما نمک گیر سفره شاه هستیم، بنابراین نمی‌توانم مشاهده کنیم آسیبی متوجه او می وشد، اورشلیم قصد دارد با کشیدن دیوار، دست به شورش بزند و در نتیجه از دادن مالیات خودداری ورزیدند. در نتیجه چنین شکایتی کار ساختمان دیوار متوقف ماند. سرنوشت بعدی عزرا نامعلوم است. امکان دارد که به شوش احضار شده باشد. پس از وی یهودیه، به وسیله یک ساتراپ ایرانی اداره می‌شد و متصدی امور اجتماعی کشیش بزرگ بود. در سال ۴۴۵ پ.م. مقام یهودی دیگری از دربار شوش به اورشلیم آمد. وی نحمیا نام داشت، هم مشاور شاه در امور یهودیان بود و هم ساقی شاه بود. کارشناس‌ها معمولاً نظر داده‌اند که ساقی‌گری برای شاه به دست خواجه‌ها بوده ولی هلتز اخیراً این نظریه را رد کرده است. نحمیا موفق شد که از شاه اجازه بگیرد تا به عنوان فرماندار جدید به یهودیه برود و قانون اسفار پنجگانه را به مورد اجرا بگذارد. شاه همچنین به وی نامه‌هایی داد برای فرمانداران سوریه و فلسطین که به او اجازه دهند در قلمرو آنان اختیارات کامل داشته باشد. گذشته از اینها، اردشیر به نگهبان جنگل‌های شاهانه آصف در سوریه، دستور داد که الوارهایی برای مصرف ساختمان معبد در اورشلیم و نیز دیوارهای گرداگرد شهر در اختیار نحمیا قرار دهد.
با مطالعه وقایع در می‌یابیم که ورود نحمیا خصومت همسایگان یهودیه را فرونمی‌نشاند، بلکه مانند گذشته تصمیم می‌گیرند که جاه طلبی‌های او را برای پادشاهی در نزد او افشا کنند. دلیل آن‌ها برای اثبات این این امر حصاری است که نحمیا اورشلیم را به آن مجهز کرده است. خطر از آنجایی که بسیاری از همسایگان بر اثر ازدواج‌های بین قومی خویشاوندی در یهودیه دارند، دو چندان می‌شود؛ تلاش‌های عزرا (اگر وی پیش از نحمیا باشد) برای بطلان این ازدواج‌ها آشکارا قرین توفیق نشده است. حتی پسر کاهن بزرگ از بیرون یهودیه زن گرفته است. نحمیا در هنگام مأموریت دوم خود ناگزیر شد ممنوعیت را تجدید بکند.
نحمیا مانند عزرا، یک پشتیبان جدی خداپرستی بود، بدین جهت هنگام ورود، نه تنها از سوی مردمان مناطق همسایه، بلکه از سوی اکثریت جامعه یهودی‌ها با سردی و خصومت روبرو شد. اورشلیم در آن هنگام از تاخت و تاز و تعدی همسایگان اطراف خود، آمونی‌ها، عرب‌ها و اِدومیت‌ها رنج می‌برد. بدین ترتیب وظیفه پیش روی نحمیا، بسیار دشوار بود و عزرا از عهده این کار بر نیامده بود. با آنکه هر دوی این افراد دارای تعصب و شیفتگی بودند ولی نحمیا از ذکاوت برتری برخوردار بود و سیاستمداری بهتر بود.
به عنوان یک فرماندار ایرانی، نحمیا فرمانده نیروهای نظامی بود. به‌کارگیری نیروی نظامی علیه مردمان خودش، آمیخته با ریسک و خطر بود و برای هدف وی کاری بی فایده. نحمیا برای جلب توجه مردم به سوی خویش، ابتدا کوشید تا منازعات سیاسی بین جامعه یهود را حل و فصل نماید. برای اجرای این کار برنامه‌ای برای چند مورد اصلاح طلبی به مردم ارائه کرد؛ ابتدا مقداری وام بدون بهره در اختیار مردم گذاشت و سپس افرادی که برای گرفتن وام به گرو متوسل شده و اشیا و اموالی به گروه نهاده بودند، اموالشان را بازپس داد. گذشته از اینها، مردم از دادن مالیات، مالیاتی که بر محافظت و نگهداری دربار ساتراپ‌نشین بود، معاف نمود. در تاریخ ۳۰ اکتبر ۴۴۵ پ.م. نحمیا اعلام داشت قوانینی که قبلاً توسط عزرا گردآوری و تصویب شده باید به مورد اجرا گذاشته شوند. پس از آن بنا به عللی نحمیا به دربار شاه بازگشت؛ این بازگشت، احتمالاً به علت شکایت اشراف یهودی و طبقه روحانیت بوده که با اصلاحات اجتماعی وی موافق نبوده‌اند؛ ولی در ۴۳۲ پ.م. بار دیگر نحمیا به اورشلیم بازگشت تا اصلاح طلبی مذهبی خود را مجدداً آغاز نماید. پیش از هر چیزی، وی ورود توبیا نماینده سرزمین آمونیت را به معبد ممنوع کرد و آن سرزمینی بود آن سوی رود اردن. پس از آن از کاهن بزرگ اتاقی برای شخص خود در محوطه معبد گرفت. اخراج توپیا نخستین برخورد مستقیم بین او و طبقه روحانی را باعث شد؛ ولی نحمیا به جای آنکه باعث افزایش تنش شود، در این راه گامی غیرمنتظره برداشت: یک دهم از درآمد کشاورزی را به طبقه روحانیت اختصاص داد و ضمناً آن‌ها را از پرداخت مالیات معاف کرد. بدین ترتیب، وی طبقه روحانیت را وارد اردوی خود کرد که برایش امتیازی بود. بدین ترتیب نحمیا، موفق شد قانون مذهبی را به مورد اجرا درآورد و از طرف دیگر روز شنبه (سبت) را تثبیت کند. پس از آن با پشتیبانی پادگان نظامی ایران و طبقه روحانی و توده مردم، که از شر وام خلاص شده بودند، نحمیا موفق شد دشوارترین مسئله را حل و فصل کند و آن فصل کند و آن فسخ پیوندهای زناشویی اختلاطی بود. در مسئله اخراج نواده کشیش اعظم که با دختر سان‌بالات فرماندار ساماریا از اورشلیم ازدواج کرده بود، مخالفان خود را که بر سر و روی خود می‌کوفتند و موی سرشان را می‌کندند، مجبور به سکوت کرد. وی همچنان، افراد دیگری را که حاضر به جدایی از همسران بیگانه خود نبودند، اخراج نمود. تمامی آن‌ها به جز یهوه، خدایان دیگری می‌پرستیدند. هر چند که سان بالات نام بابلی بر خود داشت (سینوبالیت (خدا) سین مرا زنده نگهداشت)، ولی به فرزندانش نام‌های مذهبی داد که مخلوط با یهوه بود.
در آن هنگام بود که بازسازی دیوار استحکامی اورشلیم، امکان‌پذیر گردید؛ ولی سان‌بالات و فرمانداران مناطق همسایه با خشم فراوان با نحمیا مخالفت کرده، او را متهم کرد که فعالیت‌هایش طرح یک شورش علیه شاه ایران است. این مقامات و سربازهایش به اورشلیم از مردم خواستند جلوی کارهای ساختمانی را بگیرند؛ ولی یهودیان از میان خودشان گروهی نظامی را برگزیدند و آن‌ها از کارگران ساختمانی محافظت به عمل آوردند، و به زودی اورشلیم به شهر کاملاً محافظت شده تبدیل شد. بدین ترتیب نحمیا موفق شد با پشتیبانی و کمک شاه ایران، اورشلیم را به عنوان مرکز ایدئولوژی مسلط مذهبی در یهودیه ثابت و مستقر کند. اندک اندک قوانین اصفار پنجگانه موسی، در میان یهودیان پراکنده هم راه یافت. این جریان مخصوصاً به وسیله یک پاپیروس آرامی که محتوی اطلاعات جالبی دربارهٔ فرمان داریوش دوم است، گواهی می‌شود. این فرمان در سال ۴۱۹ پ.م. صادر گردید. شاه توسط ساتراپ خود در مصر آرسامس به یهودیانی که در الفانتین می‌زیستند دستور داده بود که از تاریخ ۱۵ تا ۲۱ ماه نیسان فستیوال قدیمی را برپا دارند، همان فستیوالی که در یهودیه معمول و شایع بود. این فرمان نه فقط برای یهودیان الفانتین، بلکه برای تمام یهودیانی که در حاشیه مرزهای امپراتوری می‌زیستند، صادر شده بود.
هنگامی که نحمیا تمام مأموریت خود را به انجام رسانید به دربار شوش بازگشت؛ ولی آن استحکامات اورشلیم نوعی تهدید بود در زمینه جدایی یهودیان از ایران، این بود که دولت ایران باگوآس مورد اطمینان را به عنوان جانشین نحمیا تعیین کرد. ژوزفوس فلاویوس نیز در آثار خود اشاره‌ای به وی داشته است. همچنین در پاپیروس‌های الفنتین به نام باگوهی از وی یاد شده است. اظهار نظر دربارهٔ اصل و تبار این مرد دشوار است. ناو وی ایرانی است ولی باید در نظر داشت که در خلال قرن ششم پیش از میلاد، و نه دیرتر، پاره‌ای از یهودیان نام ایرانی برای خود برمی‌گزیدند. گذشته از این‌ها هر ۳ فرماندار یهودیه پیش از باگوآس از پایان قرن ششم پیش از میلاد تا نیمه دوم قرن پنجم از میلاد، همه یهودی بوده‌اند (شِش بازار، زِروبابل و نحمیا).

## انتقادات علیه عزرا
ویل دورانت تردید کرده است توراتی را که عزرا برای مردم خواند، همان کتابی باشد که در زمان یوشیا خوانده می‌شد. وی می‌نویسد:
«آیا آن (کتاب شریعت موسی) چه بوده است؟ این کتاب درست همان کتاب عهدی که یوشیا پیش از آن بر مردم خوانده بود نیست، چه در کتاب عهد تصریح شده است که آن را در مدت یک روز دو بار بر یهودیان فرو خواندند در حالی که خواندن کتاب دیگر محتاج یک هفته وقت تمام بوده است.»
احمد حجازی السقا می‌نویسد:
یهودیان سامری قائلند که تورات کنونی به دست عزرا نوشته شده است و او در آن دخل و تصرفاتی انجام داده که علّت آن سابقه دشمنی ساکنان مملکت اسرائیل [در برابر ساکنان مملکت یهودا] بوده است که اصرار داشتند ریاست یهود در دست آنها باشد و هیکل آنها در نابلس، قبله باشد و در مقابل ساکنان مملکت یهودا، اصرار داشتند ریاست در آنها باشد و هیکل آنها در اورشلیم، قبله باشد. پس اهل اورشلیم، نصوص تورات را تغییر داده و خط عبرانی را وضع کردند. تورات را با آن نوشتند و در نزاعی که بر سر قبله بین آنها درگرفت، شاه بابل نظر سامری‌ها را پذیرفت و عبرانی‌ها را از بقای هیکل خود در اورشلیم، منع نمود و آنچه را در بیت‌المقدس ساخته بودند، نابود کرد. پس عزرا و زوربیل به پا خواستند و خطی غیر از خط عبرانی درست کردند و حروف را ۲۷ عدد قرار دادند و شریعت را با آن خط و با حذف و اضافات زیاد، نوشتند. آن دو گروه، قبل از بازگشت به وطن، در جوّی دوستانه، آن تورات را پذیرفتند و هر گروهی گمان می‌کرد که پس از بازگشت، ریاست از آنِ او خواهد بود؛ ولی پس از بازگشت به وطن با هم اختلاف پیدا کردند در حالی که تورات تغییر یافته، همچنان نزد آنها باقی ماند.
نویسنده مزبور، در ادامه، مدّعی است که عزرا در تورات، مقام داود را پایین آورد و با تهمت اینکه جدّش مرد صالحی نبوده است، او را لایق پادشاهی نمی‌دانست. حجازی، علت این کار عزیر را، تقویت موقعیت کاهنان می‌داند چرا که در آن دوران، مقام آنان که جامع ریاست دین و دنیا بودند، پایین آمده بود.

او می‌نویسد:
عزرا مدّعی شد که یهودا پسر یعقوب به زنی زنا کرد و از نسل او داود زاده شد و سپس در تورات نوشت که «زنا زاده، تا ده پشت در گروه خدا جای نمی‌گیرد». عزرا داود را به ارتباط نسلش با موآبیان نیز متّهم کرد تا هم از طریق پدر و هم از طریق مادر، او را تحقیر کرده باشد و در تورات نوشت که عمونی‌ها و موآبی‌ها تا ده پشت در گروه خدا جای نمی‌گیرند… این در حالی بود که در تورات تصریح کرده بود که (کلّ امرء بما کسب رهین) یعنی: هر کس در گرو اعمال خویش می‌باشد).
 وی در اینکه شخصی که در آیه ۲۵۹ بقره آمده (که صد سال مرده بود و بعد خدا او را زنده کرد)، دربارهٔ تطبیق او با عزرا، تشکیک می‌کند.